# 黑八奇迹
黑八奇迹，是指1984年NBA季後賽起在首輪系列賽中由分區第8種子將分區第1種子淘汰出局的現象。由於第8種子往往是該分區中進入NBA季後賽的球隊裡例行賽戰績最差（实行附加赛制度后，甚至可能是第十名）的球隊，因此面對第1種子大多毫無勝算。
NBA歷史上第八種子球隊在季後賽的最高紀錄為1999年的紐約尼克（12勝8負）和2023年的邁阿密熱火（13勝10負）所共同保持，兩隊皆挺進總冠軍賽並最終以1-4的比分落敗。

## 歷年的黑八奇迹

### 1994年 (1)西雅圖超音速 63勝19負 2-3 丹佛金塊 42勝40負(8)
| 場次                  | 日期    | 客隊   | 分數 | 主隊   | 分數 | 總比數 (超音速－金塊) | 地點                                  | 賽後報告 |
| --------------------- | ------- | ------ | ---- | ------ | ---- | --------------------- | ------------------------------------- | -------- |
| 1                     | 4月28日 | 金塊   | 82   | 超音速 | 106  | 1-0                   | 華盛頓州西雅圖 鑰匙競技場             | Recap    |
| 2                     | 4月30日 | 金塊   | 87   | 超音速 | 97   | 2-0                   | 華盛頓州西雅圖 鑰匙競技場             | Recap    |
| 3                     | 5月2日  | 超音速 | 93   | 金塊   | 110  | 2-1                   | 科羅拉多州丹佛 McNichols Sports Arena | Recap    |
| 4                     | 5月5日* | 超音速 | 85   | 金塊   | 94   | 2-2                   | 科羅拉多州丹佛 McNichols Sports Arena | Recap    |
| 5                     | 5月7日* | 金塊   | 98   | 超音速 | 94   | 2-3                   | 華盛頓州西雅圖 鑰匙競技場             | Recap    |
| 金塊3-2淘汰超音速晉級 |         |        |      |        |      |                       |                                       |          |

- 表示該場有延長賽

丹佛金塊隊首輪對上全聯盟第一名西雅圖超音速。在毫無意外地輸掉兩個客場之後，賽事回到丹佛的主場進行。背水一戰的金塊隊連續拿下了兩個主場，把賽事拖到決勝局。在關鍵的第五場較量中，丹佛金塊隊創造了奇跡，在以98-94客場掀翻奪冠大熱門西雅圖超音速後，丹佛金塊成為了NBA歷史上第一支成功淘汰頭號種子的八號種子球隊。（同時期亞特蘭大老鷹亦差點被邁阿密熱火掀翻，亦即是說該年有可能於兩岸皆同時上演值得記念的「黑八奇蹟」）
隨後在第二輪對上第五種子猶他爵士，金塊從0比3在血戰七場之後落敗，無緣將紀錄推高。
成為第三隊60+勝場但季後賽首輪被淘汰（此前兩次皆是公鹿分別於1973及1981年季後賽發生）後的西雅圖超音速元氣大傷，於1995年再一次於首輪季後賽出局，1996年雖然打進總決賽，但以2:4不敵由麥可·喬丹帶領的芝加哥公牛，是為球隊搬遷前最後一次打進之總決賽。

### 1999年 (1)邁阿密熱火 33勝17負 2-3 纽约尼克 27勝23負(8)
1998-99賽季是NBA第53個賽季。由於開賽前勞資談判失敗，本賽季直至1999年2月5日才正式開始。由於太晚開季，各隊必須在兩個半月內打完50場例行賽。
由於賽季縮水的緣故，有部份的人會認為尼克並不是老八傳奇的例子。但實際上尼克在前一年的完整賽季便以分區第七之姿淘汰了分區第二的邁阿密熱火完成老七傳奇，連續兩年對同一支球隊完成下剋上也使得更多人認為尼克是貨真價實的老八傳奇、不會因為賽季縮水而有所疑慮。
| 場次                | 日期    | 客隊 | 分數 | 主隊 | 分數 | 總比數 (熱火－尼克) | 地點                          | 賽後報告 |
| ------------------- | ------- | ---- | ---- | ---- | ---- | ------------------- | ----------------------------- | -------- |
| 1                   | 5月1日  | 尼克 | 95   | 熱火 | 75   | 0-1                 | 佛羅里達州邁阿密 美國航空球館 | 無       |
| 2                   | 5月3日  | 尼克 | 80   | 熱火 | 90   | 1-1                 | 佛羅里達州邁阿密 美國航空球館 | 無       |
| 3                   | 5月6日  | 熱火 | 73   | 尼克 | 97   | 1-2                 | 紐約州紐約市 麥迪遜廣場花園   | 無       |
| 4                   | 5月8日  | 熱火 | 87   | 尼克 | 72   | 2-2                 | 紐約州紐約市 麥迪遜廣場花園   | 無       |
| 5                   | 5月11日 | 尼克 | 78   | 熱火 | 77   | 2-3                 | 佛羅里達州邁阿密 美國航空球館 | 無       |
| 尼克3-2淘汰熱火晉級 |         |      |      |      |      |                     |                               |          |

首輪纽约尼克斯以3-2力克邁阿密熱火、在次輪以4-0橫掃了四號種子亞特蘭大老鷹、於東區決賽以4-2淘汰二號種子印第安納溜馬、最後在總決賽以1-4不敵聖安東尼奧馬刺。
尼克是NBA歷史上首支、也是至今為止唯二打進NBA總冠軍賽的第八種子，第二支是2023年的熱火。同時尼克也在前一年以第七種子之姿在第一輪以3-2淘汰邁阿密熱火完成老七傳奇。連續兩年對同一支球隊完成老七和老八傳奇，也讓尼克成為了史上首支完成了老七和老八傳奇的隊伍。後來金州勇士在2007年成為了第二支達成此成就的球隊，但尼克仍然是唯一一支連續兩年完成兩個紀錄的隊伍。
紐約人該賽季以一分之差完成「黑八奇蹟」，後一年的第八種子密爾瓦基公鹿於搶五大戰印第安納溜馬中卻以一分飲恨，東區未能連續兩年上演「黑八奇蹟」。
2023年季後賽，熱火以第八種子之姿依序淘汰公鹿、尼克和賽爾提克闖進總冠軍賽，並最終和尼克同樣在總冠軍賽中以1-4屈居亞軍。這次季後賽之後，尼克和熱火之間成為了史上首組互相以老八之姿在季後賽中淘汰對方的世仇組合，並且將孽緣延伸到了第八種子的最高紀錄上。

### 2007年 (1)達拉斯小牛 67勝15負 2-4 金州勇士 42勝40負(8)
| 場次                | 日期    | 客隊 | 分數 | 主隊 | 分數 | 總比數 (小牛－勇士) | 地點                      | 賽後報告 |
| ------------------- | ------- | ---- | ---- | ---- | ---- | ------------------- | ------------------------- | -------- |
| 1                   | 4月22日 | 勇士 | 97   | 小牛 | 85   | 0-1                 | 德克薩斯州達拉斯 美航中心 | Recap    |
| 2                   | 4月25日 | 勇士 | 99   | 小牛 | 112  | 1-1                 | 德克薩斯州達拉斯 美航中心 | Recap    |
| 3                   | 4月27日 | 小牛 | 91   | 勇士 | 109  | 1-2                 | 加州奧克蘭 奧克蘭體育館   | Recap    |
| 4                   | 4月29日 | 小牛 | 99   | 勇士 | 103  | 1-3                 | 加州奧克蘭 奧克蘭體育館   | Recap    |
| 5                   | 5月1日  | 勇士 | 112  | 小牛 | 118  | 2-3                 | 德克薩斯州達拉斯 美航中心 | Recap    |
| 6                   | 5月3日  | 小牛 | 86   | 勇士 | 111  | 2-4                 | 加州奧克蘭 奧克蘭體育館   | Recap    |
| 勇士4-2淘汰小牛晉級 |         |      |      |      |      |                     |                           |          |

不過相比起前2次的黑八奇迹，金州勇士更加顯現其威力，於6場對決中沒有一場處於下風，陣容完整的達拉斯小牛對著勇士完全沒有辦法。勇士隊成為NBA歷史上第三支第八種子球隊晉級第二輪比賽。亦是於2003年NBA首輪改為七場四勝制後首支以第八種子擊敗第一種子的球隊。而勇士隊的主教練唐·尼爾森亦擊敗了他的徒弟、上年打入總決賽小牛隊的主教練艾弗里·約翰遜。
勇士在次輪不敵第四種子猶他爵士，僅戰五場便被淘汰。小牛隊成為了各支首圈出局的頭號種子球隊中，常規賽成績最好的一隊(67勝)。
被淘汰後的達拉斯小牛元氣大傷，於2008年再一次於首輪季後賽出局，直到2011年方能再次打進總決賽，並以4:2擊敗由勒布朗·詹姆斯、德维恩·韦德、克里斯·波什帶領的邁阿密熱火，2006-07年NBA常規賽MVP德克·诺维茨基亦得以彌補未得總冠軍的遺憾。

### 2011年 (1)聖安東尼奧馬刺 61勝21負 2-4 曼斐斯灰熊 46勝36負(8)
| 場次                | 日期    | 客隊 | 分數 | 主隊 | 分數 | 總比數 (馬刺－灰熊) | 地點                          | 賽後報告 |
| ------------------- | ------- | ---- | ---- | ---- | ---- | ------------------- | ----------------------------- | -------- |
| 1                   | 4月18日 | 灰熊 | 101  | 馬刺 | 98   | 0-1                 | 德克薩斯州聖安東尼奧 AT&T中心 | 無       |
| 2                   | 4月21日 | 灰熊 | 87   | 馬刺 | 93   | 1-1                 | 德克薩斯州聖安東尼奧 AT&T中心 | 無       |
| 3                   | 4月24日 | 馬刺 | 88   | 灰熊 | 91   | 1-2                 | 田納西州曼斐斯 聯邦快遞廣場   | 無       |
| 4                   | 4月26日 | 馬刺 | 86   | 灰熊 | 104  | 1-3                 | 田納西州曼斐斯 聯邦快遞廣場   | 無       |
| 5                   | 4月28日 | 灰熊 | 103  | 馬刺 | 110  | 2-3                 | 德克薩斯州聖安東尼奧 AT&T中心 | 無       |
| 6                   | 4月30日 | 馬刺 | 91   | 灰熊 | 99   | 2-4                 | 田納西州曼斐斯 聯邦快遞廣場   | 無       |
| 灰熊4-2淘汰馬刺晉級 |         |      |      |      |      |                     |                               |          |

出現傷病潮的聖安東尼奧馬刺對著曼斐斯灰熊完全沒有辦法，馬刺隊在季後賽三分投籃率、罰球命中率都失準，灰熊隊則掌握全場速度、內線強硬、年輕球員體力佳等優勢，在不被所有美國職籃專家看好的情況下，爆冷淘汰西區例行賽戰績第一的馬刺隊。灰熊隊成為NBA歷史上第四支晉級第二輪比賽的第八種子，亦是於2003年NBA首輪改為七戰四勝制後，第二支以第八種子淘汰第一種子的球隊。 
在西部半決賽中，灰熊隊也發揮神勇的姿態和堅強的意志。面對凱文·杜蘭特、羅素·衛斯特布魯克與詹姆斯·哈登坐鎮的四號種子雷霆隊絲毫不落下風，前四戰雙方都是兩勝兩敗，並且在第四戰更打出三次延長賽。雖然灰熊隊硬是把系列賽拖到第七戰，但在笫七場比賽不敵雷霆隊的三分球攻勢，因而在西部半決賽中止步。
馬刺隊於2012年還是以西岸第一之姿再闖季後賽，但卻在西岸決賽不幸止步，2013年闖進總決賽，可惜搶七不敵熱火，2014年再戰總決賽以4:1成功復仇。
值得一提的是，2014年NBA季後賽是黑八奇蹟20周年紀念，馬刺隊於首輪落後1:2下打滿七戰戰勝小牛隊，阻止了球隊第二次慘遭黑八奇蹟的厄運（東岸鷹隊亦於三度領先下被溜馬隊擊敗，繼2008年後第二次未能達成黑八奇蹟，東西兩岸都是差一點成功上演）。

### 2012年 (1)芝加哥公牛 50勝16負 2-4 費城76人 35勝31負(8)
| 場次                | 日期    | 客隊 | 分數 | 主隊 | 分數 | 總比數 (公牛－76人) | 地點                          | 賽後報告 |
| ------------------- | ------- | ---- | ---- | ---- | ---- | ------------------- | ----------------------------- | -------- |
| 1                   | 4月29日 | 76人 | 91   | 公牛 | 103  | 1-0                 | 伊利諾州芝加哥 聯合中心       | 無       |
| 2                   | 5月2日  | 76人 | 109  | 公牛 | 92   | 1-1                 | 伊利諾州芝加哥 聯合中心       | 無       |
| 3                   | 5月5日  | 公牛 | 74   | 76人 | 79   | 1-2                 | 賓夕法尼亞州費城 富國銀行中心 | 無       |
| 4                   | 5月7日  | 公牛 | 82   | 76人 | 89   | 1-3                 | 賓夕法尼亞州費城 富國銀行中心 | 無       |
| 5                   | 5月9日  | 76人 | 69   | 公牛 | 77   | 2-3                 | 伊利諾州芝加哥 聯合中心       | 無       |
| 6                   | 5月11日 | 公牛 | 78   | 76人 | 79   | 2-4                 | 賓夕法尼亞州費城 富國銀行中心 | 無       |
| 76人4-2淘汰公牛晉級 |         |      |      |      |      |                     |                               |          |

76人成為NBA歷史上第五支晉級第二輪比賽的第八種子，亦是於2003年NBA首輪改為七戰四勝制後第三支以第八種子淘汰第一種子的球隊。這次連續兩年以東岸第一之姿闖進季後賽的公牛戰敗原因主要是嚴重的傷病潮，除了德里克·羅斯於季後賽首輪第一場十字韌帶膝傷報銷，另有中鋒喬金·諾亞於第三戰扭傷腳踝，錯失隨後的比賽。先發一口氣少掉兩員大將的情形下，導致公牛被淘汰。
和去年的灰熊一樣，在東部半決賽中，76人也展現堅強的意志，和擁有保羅·皮爾斯、凱文·賈奈特、雷·艾倫與拉簡·朗多的第四種子塞爾特人纏鬥到底，前四戰戰成兩勝兩敗。雖然第6戰在戰神艾倫·艾佛森在觀眾席觀戰下，76人將系列賽拖到第7戰，但決勝第7戰仍以10分之差目送綠衫軍晉級東區決賽。
正如上述傷病潮，公牛成績一蹶不振，既未能再次成為季後賽第一種子，亦未能繼2011年後晉身東岸決賽。

### 2023年 (1)密爾瓦基公鹿 58勝24負 1-4 邁阿密熱火 44勝38負(8)
| 場次                | 日期     | 客隊 | 分數 | 主隊 | 分數 | 總比數 (公鹿－熱火) | 地點                            | 賽後報告 |
| ------------------- | -------- | ---- | ---- | ---- | ---- | ------------------- | ------------------------------- | -------- |
| 1                   | 4月16日  | 熱火 | 130  | 公鹿 | 117  | 0-1                 | 威斯康辛州密爾瓦基 第一服務廣場 | 無       |
| 2                   | 4月19日  | 熱火 | 122  | 公鹿 | 138  | 1-1                 | 威斯康辛州密爾瓦基 第一服務廣場 | 無       |
| 3                   | 4月22日  | 公鹿 | 99   | 熱火 | 121  | 1-2                 | 佛羅里達州邁阿密 Kaseya中心     | 無       |
| 4                   | 4月24日  | 公鹿 | 114  | 熱火 | 119  | 1-3                 | 佛羅里達州邁阿密 Kaseya中心     | 無       |
| 5                   | 4月26日* | 熱火 | 128  | 公鹿 | 126  | 1-4                 | 威斯康辛州密爾瓦基 第一服務廣場 | 無       |
| 熱火4-1淘汰公鹿晉級 |          |      |      |      |      |                     |                                 |          |

- 表示該場有延長賽

2022-23賽季的邁阿密熱火原先在例行賽為分區第七、分組第一，但在附加賽擁有主場優勢下首戰敗給了同為東南組的亞特蘭大老鷹，無緣以分區第七晉級。隨後擊敗在附加賽的另一頭扳倒了多倫多暴龍的芝加哥公牛隊，最終以第八種子晉級季後賽。
熱火在首輪以4-1淘汰了兩年前總冠軍密爾瓦基公鹿、在第二輪以4-2擊敗了紐約尼克、在分區冠軍賽以4-3扳倒了波士頓賽爾提克，最終在總冠軍賽以1-4倒在丹佛金塊腳下。熱火最終和1999年的紐約尼克同樣以老八之姿在總冠軍賽以1-4的系列賽比分屈居亞軍，作為世仇的兩隊將孽緣延伸到了第八種子的最高紀錄上。
熱火在2023年季後賽中成為了成為首支突破首輪的附加賽球隊、首支完成老八傳奇的附加賽球隊、歷史上通算第六支老八傳奇球隊、史上首支讓第一種子無法在系列賽中拿下至少2勝的老八球隊、史上首支隊史曾經完成過老八傳奇也慘遭老八傳奇過的球隊、以及NBA歷史上第二支晉級分區冠軍賽和第二支晉級總冠軍賽的老八球隊。
而熱火的對手們在本次季後賽之後，公鹿成為了史上首支僅在季後賽取得一勝的第一種子；尼克和熱火之間成為了首組互相以老八之姿在季後賽中淘汰對方的世仇組合；賽爾提克成為了聯盟史上第四支3比0落後之下連追三場扳平的球隊，但最終仍然未有成為史上首支3比0逆轉的球隊；金塊則是首次進出總冠軍賽便奪下47年來的首座總冠軍。
值得一提的是，公鹿曾於1971年封王（以西岸名義），並於兩年後分別同樣於季後賽第二輪及首輪止步，即使在1973年同樣以第一種子身分於首輪季後賽出局，亦能如此前其他第一種子般最少取得兩勝。